# Alestes macrophthalmus
Alestes macrophthalmus е вид лъчеперка от семейство Alestidae. Видът е незастрашен от изчезване.

## Разпространение
Разпространен е в Ангола, Бурунди, Габон, Демократична република Конго, Екваториална Гвинея, Замбия, Камерун, Нигерия, Руанда, Танзания и Централноафриканска република.